# 北京政府
北京政府（ペキンせいふ）とは、
- 1913年から1928年まで北京に存在した中華民国の政府。正式な国号は中華民国政府。北洋政府（ほくようせいふ）とも言う。本項で記述。中華圏ではその政府を北洋政府と呼ばれることが一般的だが、民国政府（国民政府とは違う）という呼称も散見する。
- 台北に中央政府を置く中華民国に対し、北京を首都とする中華人民共和国を指す換喩。

## 袁世凱政権（1913年 - 1916年）
中華民国臨時政府は、1911年の辛亥革命によって、1912年1月1日、南京において成立した。しかし、この時点では中国を代表する政府として国際的に承認されていた大清帝国が北京に存続していた。両者は宣統帝の退位、臨時大総統職の孫文から袁世凱への移譲、「臨時約法」遵守などで合意し、2月12日に清朝の隆裕皇太后が退位詔書を下したことにより統一された。その後、袁世凱は中華民国の首都を南京から自らの勢力基盤である北京に移し、1913年に正式に大総統に就任した。これが北京政府のはじまりである。
袁世凱は勢力基盤いわゆる北洋軍閥の力を背景に中央集権的な統治を志向し、中央においては議会制民主主義を標榜する宋教仁が台頭するとこれを暗殺、地方においては従来わけられていなかった行政権と軍事権を分離させ清末以来土着化する傾向にあった地方勢力を中央政府の統制下に編成していった。これによって、革命の混乱に乗じて地方勢力に梃入れして中国の分割を図ろうとする列強の動き（中国分割論）を牽制した。
こうした専制に対して、1913年7月、江西の李烈鈞らが中心となって第二革命が起ったが、事前に袁世凱側がこの動きを察知していたこと、反袁勢力が分立し結集できなかったことなどから鎮圧され、結果的に袁世凱の力をより強めることになった。同年10月に袁世凱は、辛亥革命時の暫定的な地位である臨時大総統から正式な大総統に就任。1914年1月10日に国会を解散させ、同年5月には大総統に強大な権限を集中させる中華民国約法（「民国三年約法」・「袁記約法」）を公布するなど、独裁を強めた。
このような集権的統治が可能であった要因のひとつに、袁世凱が列強諸国の支持をえていたことがあげられる。列強諸国は清以来の権益の保障、借款の窓口として中国に安定した政権を必要としていた。この要求にこたえつつ、列強諸国の力を利用して袁世凱は統治を行った。このことは中国の半植民地化をすすめることにつながったともされるが、その手法は後の開発独裁的なものであったともされる。そのなかで、各方面で近代化がおしすすめられた。法制整備、積極的な産業振興、大総統に軍権を集中させた軍隊の近代化、学校制度の整備による教育の普及などである。
袁世凱は独裁体制を確立すると帝制を模索しはじめるが、第一次世界大戦の勃発後急速に衰頽した。1915年、列強諸国がヨーロッパでの主戦場に釘付けとなった際、アジアでの勢力拡大をはかる日本からの対華二十一カ条要求を日本が帝制を支持することとひきかえに受理し、同年12月、帝制復活を宣言したものの国内外の大きな批判にさらされ、雲南の蔡鍔、唐継堯、李烈鈞などによる第三革命（護国戦争）が勃発した。中国国内の混乱をみて日本をはじめとする列強諸国は帝制反対へと態度を変え、さらには北洋軍閥内部からの反発をもうけ、1916年3月22日に帝制を取消したものの、袁世凱は権威を失墜させたまま同年6月6日病死した。

## 安徽派政権（1916年 - 1920年）
袁世凱死後、大総統職を継いだ黎元洪は、約法と国会回復を宣言し第三革命勃発以来内乱状態にあった国内の統一をはかった。また、袁世凱系の勢力いわゆる北洋軍閥は段祺瑞の安徽派と馮国璋の直隷派とに分裂する。直隷派の人物が袁世凱治下にあっておもに地方へ派遣されていたのに対し、安徽派は中央に配されており、当初は安徽派が主導権を握った。
黎元洪大総統と段祺瑞国務総理との間で「府院の争い」といわれる主導権争いが生じると、1917年7月張勲復辟での国会解散を経て、直隷派馮国璋を大総統とし安徽派段祺瑞を国務総理とする体制が成立する。段祺瑞は日本から西原借款をうけて勢力を拡大させるなど独善的な施政を行った。彼が国会回復を中止し、これに代る新国会の設置を打ち出すと、1917年9月孫文等の第1次広東軍政府が組織されるなど南方諸勢力は反発、中華民国は分裂状態に陥る。
これに対して、段祺瑞は南征を開始し武力統一を目指すが、馮国璋は和平統一を主張し「和戦の争い」といわれる政争がおこった。段祺瑞は北洋軍閥の傍系である奉天派の協力をえて直隷派を圧迫して南征を強行、さらに新国会（安福国会）を安徽派で占めることによって馮国璋の引き下ろしには成功した。
しかし、南征の失敗、新国会で大総統に選出された徐世昌が和平統一をかかげるなどして段祺瑞に同調しなかったこと、奉天派と直隷派が提携したことによって段祺瑞は孤立し、さらに1919年の五四運動前後の反日の高まりによって、親日的と目された段祺瑞は輿論の批判にさらされた。また、中央と連携した奉天派が満州で吉林派に対して攻勢をかけるさなかに奉天派の謀略とも疑われる日本軍銃撃によって日支（吉林派）両軍が衝突する寛城子事件が引き起こされた。結局、段祺瑞など安徽派は、1920年7月の直皖戦争（安直戦争）によって直隷派奉天派連合に敗北し、北京政府での実権を失った。

## 直隷派、奉天派連合政権（1920年 - 1922年）
1920年7月の直皖戦争に勝利した直隷派曹錕、呉佩孚と奉天派張作霖による連合政権は、安徽派によって設置された新国会（安福国会）を解散させたが、これはこの国会で大総統に選出された徐世昌の正統性を危うくするものであった。そのため、徐世昌は中国全土での総選挙による国会（新新国会）開会をめざしたものの、南方勢力の支持を得ることはできず失敗した。直隷派と奉天派の協力関係はながくはつづかず、1922年4月28日、第1次奉直戦争がおこり奉天派が敗れると、北京政府は直隷派によって掌握されることになった。

## 直隷派政権（1922年 - 1924年）
保派（保定派、曹錕派）と洛派（洛陽派、呉佩孚派）の2派からなる直隷派政権はおもに保派主導によって政権を運営した。彼らは1917年張勲復辟以降を違法状態であるとし、それ以前の状態にもどす法統回復つまり黎元洪の大総統復職、民六国会（民国6年に解散した国会）の回復を行った。これは北京政府の正統性を証明しようとするものであったが、くわえて洛派は黎元洪を傀儡にすることによって、保派は曹錕を大総統に選出することによって、各々自派の政権を確立しようとした。これによって、1918年新国会（安福国会）選出の大総統徐世昌は排除され、さらに洛派の支持をうけていた黎元洪も保派の圧力によって北京を追われた。
1923年6月、いわゆる曹錕賄選によって曹錕が大総統に選出され、大総統権限を強化した「中華民国憲法」が公布された。しかし、この政権は曹錕賄選に表される金権腐敗や財政問題から国政の混乱をまねき輿論の支持を失う。さらに、1924年、奉天派張作霖の進攻をうけた第2次奉直戦争の最中、同年10月23日馮玉祥によるクーデター北京政変によって直隷派政権は崩壊した。

## 執政府政権（1924年-1926年）
馮玉祥は直隷派に所属していたが、ソ連、国民党とも接近し、第二次奉直戦争中に直隷派を裏切り北京政変をおこし、大総統曹錕を監禁して辞任させ、国会を機能不全に追い込み議会政治を否定し、さらに清室優待条件を変更して溥儀を紫禁城から退去させるなどしたため、北京政府は混乱に陥った。馮は、政局を収拾するため各派の集合を呼びかけ、奉天派張作霖、安徽派段祺瑞と協議する一方、広州の孫文に北上を要請した。だが馮の振る舞いに不信感を持つ張作霖、段祺瑞と馮玉祥の対立は根深く、結局1924年11月24日、段祺瑞が中華民国臨時政府臨時執政に就任し、孤立した馮玉祥は下野を表明した。この臨時執政とはそれまでの大総統と国務総理を兼ねる位置であった。段祺瑞は、自らの政権を革命政府と位置づけ、それまでの国会、約法、憲法を事実上廃止した。彼は新しい体制を創出することによって政権の正統性を確立しようとした。しかし、中央政界への復帰をはかる直隷派呉佩孚の北京進攻により、1926年4月段祺瑞は引退を余儀なくされ、その政権は崩壊した。

## 奉天派、直隷派連合政権（1926年）
奉天派張作霖と直隷派呉佩孚は馮玉祥を排除したものの、張作霖は黎元洪を復職させ約法擁護を、呉佩孚は段祺瑞が廃止した国会と「中華民国憲法」回復をそれぞれ主張し足並みが揃わず国政を安定させることができなかった。さらに、1926年7月、蔣介石指揮の国民党軍による北伐によって地盤である華中を占領された呉佩孚は同年末には力を失った。

## 奉天派政権（1926年 - 1928年）
北伐による呉佩孚勢力の消滅後の1926年末、北京政府を掌握した奉天派張作霖は安国軍総司令となり、1927年6月には安国軍政府を組織し中華民国陸海軍大元帥に就いた。この政権は、1927年4月12日の蔣介石による反共の上海クーデターをうけ、同年4月28日李大釗など共産党員を処刑するなど蔣介石の掲げた反共に同調している。
しかし、上海クーデターによって一時停滞していた北伐が1928年4月に再開されると劣勢はあきらかとなり、この政権は同年6月3日張作霖の離京によって崩壊、同月15日に北伐軍によって北京は占領され北京政府は消滅した。

## 北京政府大総統の一覧
| #        | 姓名   | 時間                   | 肖像 | 説明 |
| -------- | ------ | ---------------------- | ---- | --- |
| 初代     | 袁世凱 | 1913.10.10－1916.1.1   |      | 中華民国大総統，首都を北京に指定 |
| 洪憲帝制 | 袁世凱 | 1916.1.1－1916.3.22    |      | 袁世凱皇帝を称す、退位の後1916年6月6日に死去 |
| 第2代    | 黎元洪 | 1916.6.6－1917.7.14    |      | |
| (代理)   | 馮国璋 | 1917.7.6－1918.10.10   |      | |
| 第3代    | 徐世昌 | 1918.10.10－1922.6.2   |      | |
| 第4代    | 黎元洪 | 1922.6.12－1923.6.14   |      | |
| 第5代    | 曹錕   | 1923.10.10－1924.10.30 |      | |
| 臨時執政 | 段祺瑞 | 1924.11.24－1926.4.20  |      | 皖系軍閥首領；国務総理に三回まで就任したことあり - 北洋政府時期9人の国務総理が大総統にも兼任                                                             |
| 北洋安国 | 張作霖 | 1927.6.18－1928.6.3    |      | 中華民国陸海軍大元帥；1927年6月16日に北京で北洋安国軍政府を立てた。1928年6月4日に張作霖爆殺事件で暗殺された。 - 北洋政府期間中14位国会議員曾擢大総統職権 |

この一覧では臨時職およびそれに該当する職も含む。
- 袁世凱 - 1913年10月10日-1915年12月12日（大総統）、1915年12月12日-1916年3月22日（中華帝国皇帝）、1916年3月22日-1916年6月6日（大総統）
- 黎元洪 - 1916年6月7日-1917年7月30日
- 馮国璋 - 1917年8月1日-1918年10月10日
- 徐世昌 - 1918年10月10日-1922年6月2日
- 黎元洪 - 1922年6月2日-1923年6月13日
- 高凌霨 - 1923年6月14日-1923年10月10日（摂行大総統）
- 曹錕 - 1923年10月13日-1924年11月3日
- 黄郛 - 1924年11月2日-23日（国務院摂行大総統職）
- 段祺瑞 - 1924年11月24日-1926年4月20日（臨時執政）
- 顔恵慶 - 1926年5月13日-6月22日（国務院摂行臨時執政職）
- 杜錫珪 - 1926年6月22日-10月1日（国務院摂行臨時執政職）
- 顧維鈞 - 1926年10月1日-1927年6月17日（国務院摂行臨時執政職）
- 張作霖 - 1927年6月18日-1928年6月3日（中華民国軍政府大元帥）